# Julius Schottländer

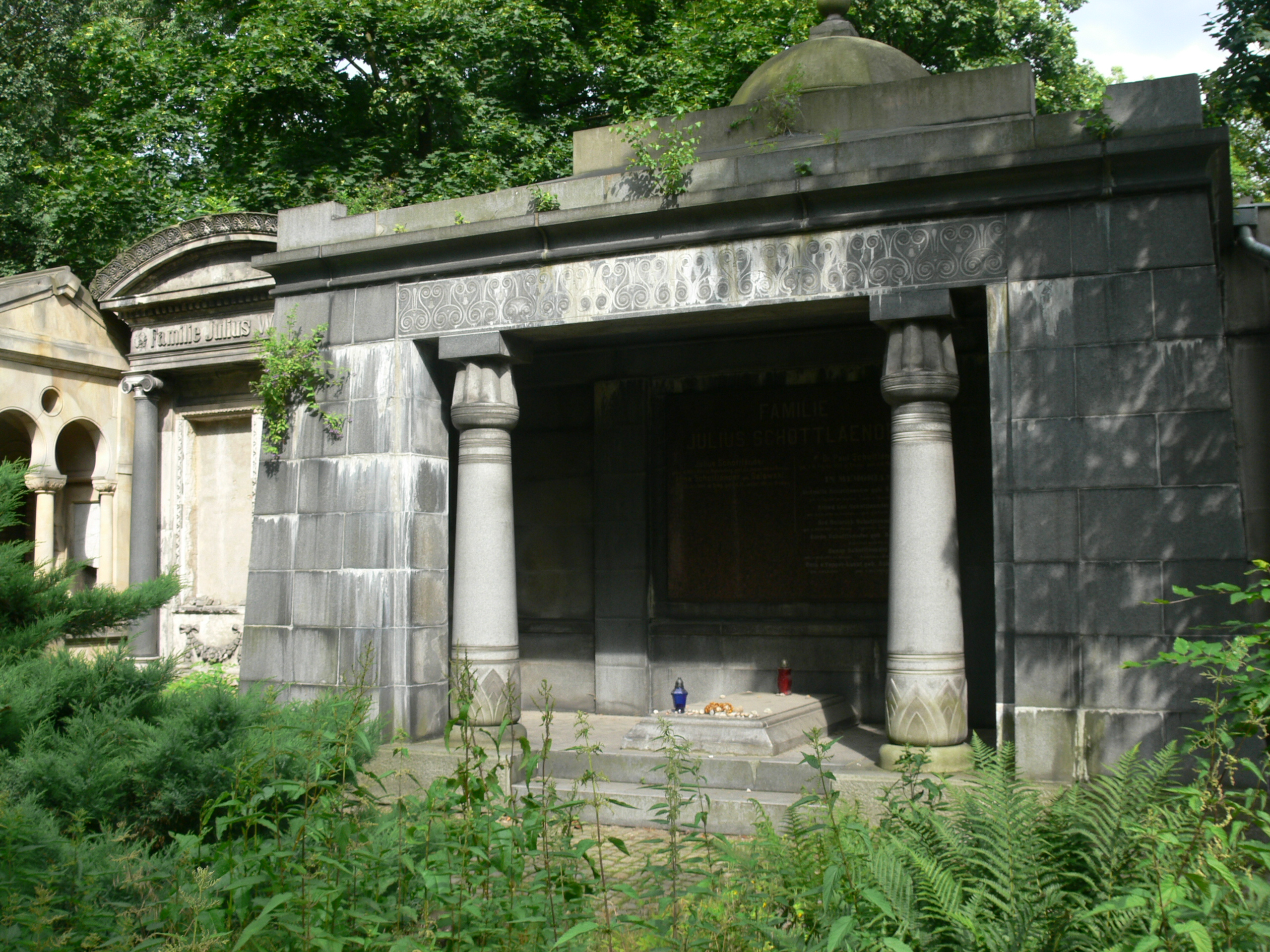
Grabmal der Familie Julius Schottländer

Julius Schottländer (16. März 1835 in Münsterberg, Provinz Schlesien – 1. Januar 1911 in Breslau) war Gutsbesitzer und der erste und einzige jüdische Majoratsherr in Deutschland. Er zeichnete sich als großzügiger Philanthrop und Stifter aus.

## Familie

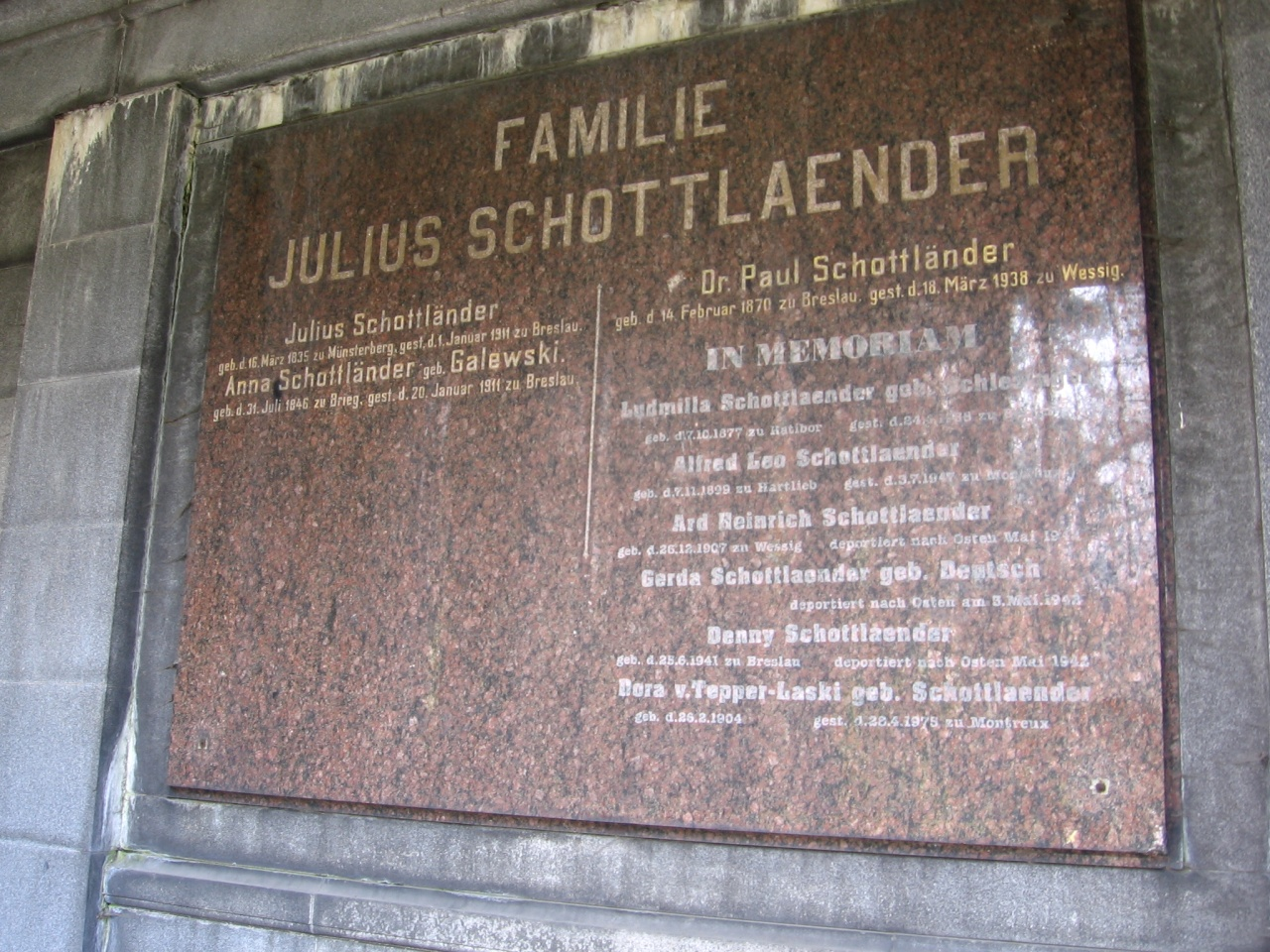
Namenstafel der Familiengruft Schottländer

Julius Schottländer war verheiratet mit Anna geborene Galewski (* 31. Juli 1846 in Brieg; † 20. Januar 1911 in Breslau). Aus dieser Ehe entstammte der Sohn Paul Schottländer (1870–1938), späterer Doktor der Philosophie und Ehrensenator der Universität Breslau. Eine der vier Töchter war Herta verheiratete Pringsheim, in zweiter Ehe verheiratete Isenbart (* 30. Juni 1871; † 1918), spätere Bauherrin des ursprünglich als Offiziersgenesungsheim geplanten Luxushotels Bühlerhöhe.

## Leben
Um 1900 war Julius Schottländer der wohlhabendste Bürger Breslaus. Ihm gehörte ein Rittergut in Althofdürr, ebenso die Dörfer bzw. Güter Wessig (seit 1945 Wysoka), Grünhübel (heute als Bledzów Teil des Dorfes Bettlern), Alt Schliesa (Stary Ślęszów), Eckersdorf (Biestrzyków), Karowahne (Karwiany) und Cawallen (Kowale, heute Teil Breslaus). Schottländer besaß in Schlesien die Herrschaft Hartlieb, zu der zwölf Güter mit einer Gesamtfläche von 1840 Hektar gehörten. Außerdem besaß er etwa 30 Häuser in Breslau und eine Dampfziegelei in Friedewalde. Seinen Kindern hinterließ er ein Vermögen von über 50 Millionen Goldmark.
Julius Schottländer bekleidete zahlreiche Ämter in der Jüdischen Gemeinde Breslau. Um 1901 ernannte ihn Breslau zum Ehrenbürger. Er starb 1911 und wurde in der Familiengruft auf dem alten jüdischen Friedhof Breslau bestattet. Nach seinem Tod wurde eine Straße in Breslau nach Schottländer benannt.

## Stiftungen (Auszug)
- Südpark in Breslau (1882 bis 1890 errichtet)
- Jüdisches Betreuungshaus für Alte und Langzeitkranke in der Neudorfstraße Nr. 35 in Breslau (1896 errichtet)

## Ehrungen
- Verleihung des Titels Kommerzienrat